# Ayrton Andrioli
Ayrton Andrioli (ur. 22 lutego 1965) – brazylijski piłkarz, grający na pozycji pomocnika, trener piłkarski.

## Kariera piłkarska

### Kariera klubowa
Występował w West Adelaide Hellas.

## Kariera trenerska
Po zakończeniu kariery piłkarskiej rozpoczął karierę szkoleniową. Do czerwca 2004 trenował kobiecą drużynę Canberra United.
Od sierpnia 2005 do lutego 2010 prowadził narodową reprezentację Wysp Salomona. Potem pracował jako dyrektor techniczny w Związku Piłkarskim Wysp Salomona.
W 2014 objął stanowisko głównego trenera reprezentację Australii w piłce nożnej plażowej.